# لاله مروارید ایرانی
لاله پولچلا (نام علمی: Tulipa pulchella) یا یکی از گونه‌های لاله است که در کشورهای ترکیه، شمال ایران، ترکمنستان، ازبکستان و افغانستان بومی است. شکل گلبرگ‌ها ستاره‌ای و به رنگ بنفش کم‌رنگ، طول گل از یک سر، تا سر دیگر آن به ۷ سانتیمتر می‌رسد. طول گیاه به ۳۵ سانتیمتر می‌رسد. رنگ برگ به رنگ سبز مایل به خاکستری است و طول برگ ۱۵ سانتیمتر است. از این گونه لاله یک رقم لاله، به نام لاله مروارید ایرانی (به انگلیسی: Persian Pearl) نیز وجود دارد. ویژگی آن وجود رنگ زرد در قاعدهٔ گلبرگ است.